# Maxime Jacquet
Maxime Jacquet (12 september 1988) is een Belgisch designer.
In 2010 werkte hij samen met de Franse designer Philippe Puron in Los Angeles en werd hierdoor bekend in de Verenigde Staten.
Hij is er te zien in verschillende televisieprogramma's van NBC en CBS.